# Christian von Osterhausen

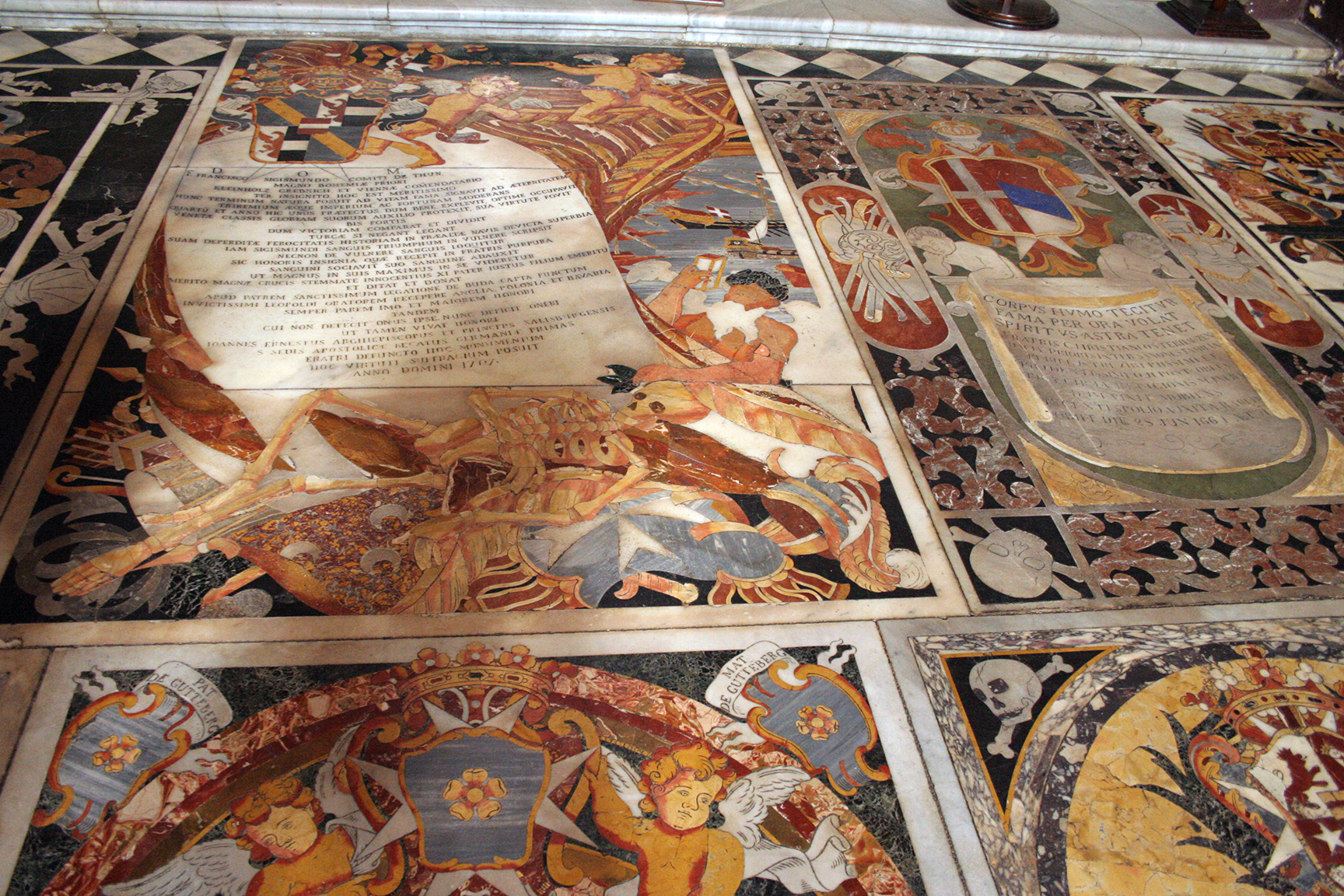
Grabplatte von Christian von Osterhausen (rechts oben) in der St. Johns Co-Cathedral in Valletta, Malta

Christian von Osterhausen (* 1593; † 28. Juni 1664 auf Malta) stammte aus einer evangelischen Adelsfamilie aus Thüringen. Er verbrachte nach der Konversion zum katholischen Glauben einen Großteil seines Lebens in Valletta. Im Malteserorden hatte er unter anderem das Amt eines Kastellans inne.

## Leben

### Deutschland
Osterhausens Ursprung ist, wie 1741 bei Johann Heinrich Zedler beschrieben, „eine ansehnliche Adeliche Familie in Meissen und Thüringen“. Der Name leitet sich vom Ort Osterhausen ab, einem heutigen Stadtteil Eislebens. In anderen Nachschlagewerken des 18. Jahrhunderts findet man auf seine Mitgliedschaft im Malteserorden, auf einige Ordensämter im deutschsprachigen Gebiet (Ordensprovinz des Malteserordens mit überwiegend deutschsprachigen Mitgliedern) sowie auf etliche Ämter und Funktionen am zentralen Ordenssitz auf Malta. Geburtsort, Geburts- und Todesjahr bleiben danach unbekannt. Verlässlich ist indessen seine Matrikel vom Winter 1605 an der Universität Leipzig überliefert: „Osterhausen ab [von] Christ. Misnen. 19gr iW 1605 M 6“; Fakultätsangehörigkeit, ein allfälliger akademischen Grad oder die Exmatrikulation sind im Zusammenhang mit dieser Quelle nicht überliefert. In der Ahnentafel finden wir den Zusatz, Osterhausen sei Hofmarschall am Dresdner Hof gewesen.
Seine Unterlagen zur Aufnahme in den katholischen Malteserorden und nicht etwa in dessen protestantisch gewordener Ballei Brandenburg (heute Johanniterorden genannt) sind im Ordensarchiv unter dem 12. November 1637 verzeichnet. Also muss Osterhausen, aus einer protestantischen Familie stammend, zuvor konvertiert sein. Wohl darauf ist es zurückzuführen, dass Gretschel ihn in seinem Geschichtswerk über Sachsen als „heimlichen Katholiken“ bezeichnete und ihn Prinz August in einem Brief an seinen kurfürstlichen Vater sogar einen Verräter genannt hat.

### Malta
Einen großen Teil seines Lebens hat Osterhausen dann am Konventssitz des Ordens, in Valletta, auf Malta, verbrachte. Etliche, dortige Quellen berichten von ihm. Er machte im Orden und auf Malta Karriere und leistete vielfältige Gremienarbeit. „Offizielle Register lassen erkennen, dass Osterhausen viele Jahre lang im Vordergrund der Aktivitäten des Ordens stand“, wobei zwei Ämter exemplarisch genannt sein sollen. Dasjenige des Priors von Dacia (Skandinavien) ist als hohes Ehrenamt anzusehen, da diese Ordensprovinz der Deutschen Zunge nach der Reformation rein tatsächlich entfallen war. Unmittelbar für den Ordensstaat Malta wurde Osterhausen bedeutsam, da er 1641 zum Kastellan ernannt wurde, zu einem präsidierenden Justizbeamten der Castellania ("Castellania (Malta)", dem weltlichen Höchstgericht und einer allgemeinen Polizeibehörde Maltas). Das Amt war so hoch angesehen, dass dem Kastellan in der Öffentlichkeit ein Page folgte, um ihm seinen Amtsstab zu tragen. Quellen des alten Ordensarchivs auf Malta (Teil der National Library) überliefern, dass Osterhausen Archivstudien betrieb. Diese mögen seinen beiden Hauptwerken, die in unterschiedlichen Ausgaben erschienen sind, als Vorbereitung gedient haben. Beide Werke waren aus berufenem Munde eine Orientierungshilfe für junge deutschsprachige Ordensbrüder, wenn sie ihre Pflichtzeit in der italienischsprachigen Ordenszentrale und in einem Land italienischer Amtssprache ableisteten.
Osterhausen brachte viel Geld auf, um die Seitenschiffkapelle der Deutschen Zunge in der Konventskirche (heute St. John’s Co-Cathedral, Valletta) auszustatten. So erinnern denn auch vier Familienwappen dort an ihn. Ein weiteres befindet sich zusammen mit dem Ordenswappen als gespaltener Schild auf seiner ebenfalls dort zu sehenden, aufwendigen Grabplatte. Ihrer Inschrift kann man die Angaben zu seinem Alter und Todesdatum entnehmen.

## Veröffentlichungen
- Statuta, Ordnungen vnd Gebraeuche deß Hochloeblichen Ritterlichen Ordens. S. Johannis von Jerusalem, zu Malta ...., Frankfurt a. M. 1644.
- Eigentlicher vnd gruendlicher Bericht dessen, was zu einer vollkommenen Erkantnuß vnd Wissenschaft deß Hochloeblichen Ritterlichen Ordens S. Johannis von Jerusalem zu Malta Vonnoethen, 2. Aufl., Augsburg 1650.